# Kolem Slovinska
Kolem Slovinska je etapový cyklistický závod konaný ve Slovinsku. Závod, který byl poprvé zorganizován v roce 1993, byl od roku 2005 do roku 2018 součástí UCI Europe Tour na úrovni 2.1, v roce 2019 se posunul na úroveň 2.HC. V roce 2020 se stal součástí UCI ProSeries. Ročník 2020 však musel být zrušen kvůli pandemii covidu-19.

## Seznam vítězů
| Rok  | Země                               | Jezdec                             | Tým                                |
| ---- | ---------------------------------- | ---------------------------------- | ---------------------------------- |
| 1993 | Slovinsko                          | Boris Premužič                     |                                    |
| 1994 | Německo                            | Tobias Steinhauser                 | RSV Öschelbronn                    |
| 1995 | Slovinsko                          | Valter Bonča                       | ZG Mobili–Selle Italia             |
| 1996 | Itálie                             | Lorenzo di Silvestro               |                                    |
| 1997 | Nejelo se                          | Nejelo se                          | Nejelo se                          |
| 1998 | Slovinsko                          | Branko Filip                       | KRKA–Telekom Slovenije             |
| 1999 | Zimbabwe                           | Timothy Jones                      | Amore & Vita                       |
| 2000 | Slovinsko                          | Martin Derganc                     | KRKA–Telekom Slovenije             |
| 2001 | Rusko                              | Faat Zakirov                       | Amore & Vita–Beretta               |
| 2002 | Rusko                              | Jevgenij Petrov                    | Mapei–Quick-Step–Latexco           |
| 2003 | Slovinsko                          | Mitja Mahorič                      | Perutnina Ptuj                     |
| 2004 | Slovinsko                          | Mitja Mahorič                      | Perutnina Ptuj                     |
| 2005 | Polsko                             | Przemysław Niemiec                 | Miche                              |
| 2006 | Slovinsko                          | Tomaž Nose                         | Adria Mobil                        |
| 2007 | Slovinsko                          | Tomaž Nose                         | Adria Mobil                        |
| 2008 | Slovinsko                          | Jure Golčer                        | LPR Brakes–Ballan                  |
| 2009 | Dánsko                             | Jakob Fuglsang                     | Team Saxo Bank                     |
| 2010 | Itálie                             | Vincenzo Nibali                    | Liquigas–Doimo                     |
| 2011 | Itálie                             | Diego Ulissi                       | Lampre–ISD                         |
| 2012 | Slovinsko                          | Janez Brajkovič                    | Astana                             |
| 2013 | Chorvatsko                         | Radoslav Rogina                    | Adria Mobil                        |
| 2014 | Portugalsko                        | Tiago Machado                      | NetApp–Endura                      |
| 2015 | Slovinsko                          | Primož Roglič                      | Adria Mobil                        |
| 2016 | Estonsko                           | Rein Taaramäe                      | Team Katusha                       |
| 2017 | Polsko                             | Rafał Majka                        | Bora–Hansgrohe                     |
| 2018 | Slovinsko                          | Primož Roglič                      | LottoNL–Jumbo                      |
| 2019 | Itálie                             | Diego Ulissi                       | UAE Team Emirates                  |
| 2020 | Nejelo se kvůli pandemii covidu-19 | Nejelo se kvůli pandemii covidu-19 | Nejelo se kvůli pandemii covidu-19 |
| 2021 | Slovinsko                          | Tadej Pogačar                      | UAE Team Emirates                  |
| 2022 | Slovinsko                          | Tadej Pogačar                      | UAE Team Emirates                  |
| 2023 | Itálie                             | Filippo Zana                       | Team Jayco–AlUla                   |
| 2024 | Itálie                             | Giovanni Aleotti                   | Red Bull–Bora–Hansgrohe            |
| 2025 | Norsko                             | Anders Halland Johannessen         | Uno-X Mobility                     |